# Макколл, Стюарт
Э́ндрю Стю́арт Ма́ррей Макко́лл (англ. Andrew Stuart Murray McCall; 10 июня 1964, Лидс, Англия) — шотландский футболист и футбольный тренер. Выступал на позиции центрального полузащитника. Защищал цвета национальной сборной Шотландии, в составе которой участвовал в чемпионате мира 1990 года и в чемпионатах Европы 1992 и 1996 года. За свою долгую карьеру сыграл 763 матча в различных дивизионах чемпионатов Англии и Шотландии, по количеству которых занимает 12-е место среди всех британских футболистов. Сейчас занимается тренерской деятельностью.

## Детство и юность
Стюарт Макколл родился 10 июня 1964 в Лидсе, Англия, в шотландской семье Энди, который в прошлом был профессиональным футболистом, и Джин Макколл. Он был третьим ребёнком в семье после сестер Лесли и Джанетт, которым на момент рождения Стюарта исполнилось 20 и 16 лет соответственно. Дом Макколлов находился неподалёку от стадиона «Лидс Юнайтед» «Элланд Роуд», и мальчик постоянно проводил своё свободное время, наблюдая за игрой «Юнайтед» и мечтая пойти по стопам отца, в своё время защищавшего цвета «Лидса». И даже после того, как семья переехала в Вертли, Стюарт продолжал посещать матчи любимой команды. Макколл выступал за школьные команды Вертли и Торнхилл и даже забил победный мяч в финале школьного турнира, выйдя на замену. Также школьник увлекался настольным теннисом, но футбол для него всегда оставался на первом месте. Он был капитаном команды «Лидса» в возрасте до 11-ти лет, после представлял клуб на всех возрастных уровнях. Стюарт пошёл в Херрингтонскую среднюю школу и начал выступать за местные юношеские клубы «Падси Джуниорс» и «Холбек», а впоследствии и за «Фарсли Селтик». Во время товарищеского матча, в котором встречались «Фарсли» и «Брэдфорд Сити», Макколл сумел поразить своей игрой тренера гостей Брайана Эдвардса, и тот решил дать юноше шанс.

## Клубная карьера

### «Брэдфорд Сити»
В 16 лет Макколл стал выступать в молодёжной команде «Сити», после того, как его взял тренер «Фарсли Селтик» Джордж Малхолл в 1980 году. Свою дебютную игру за команду Стюарт провёл под руководством преемника Малхолла, Роя Макфарленда, 28 августа 1982 в матче-открытии сезона против «Редингa», заменив Сеса Подда на позиции правого защитника. К 29 января 1983 Макколл сыграл лишь шесть поединков, а после того, как команду возглавил Тревор Черри, Стюарт перешёл в полузащиту и провёл на поле 134 матча. В том сезоне «Сити» финишировал лишь 12-м в третьем дивизионе. В следующем сезоне из-за потери своего лидера Бобби Кэмпбелла, который перешёл в «Дерби Каунти», команда постоянно терпела неудачи, выиграв лишь один из 15-ти стартовых матчей. И только тогда, когда Черри удалось вновь вернуть Кэмпбелла из «Дерби», «Брэдфорд» одержал победу в 10-ти матчах подряд и занял 7-е место в чемпионате.
Летом 1984 года Черри удалось переманить ещё двух ключевых для команды игроков, центрального защитника Дейва Эванса и правого вингера Джона Хендри, и завершить сезон на одну ступень выше, чем предыдущий. Макколл был ключевой фигурой в своей команде в сезоне 1984/85 и помог «Брэдфорд Сити» выиграть Третий дивизион, забив 8 мячей. Кроме того, он был одним из тех игроков команды, которые регулярно выходили на поле. Этот титул «Брэдфорд» подтвердил в предпоследней встрече против «Болтон Уондерерс». Макколл забил второй гол в матче, а команда победила со счётом 2-0. Эту победу почтили парадом перед последней игрой сезона, который прошёл 11 мая 1985, когда «Брэдфорд» отправлялся на матч против «Линкольн Сити». Однако этот трофей был омрачен ужасной трагедией, когда на 40-й минуте матча вспыхнул пожар на главной трибуне Вэлли Пэрейд, в результате которого погибли 56 человек, а отец Стюарта, который в то время наблюдал за игрой с другими членами семьи, получил тяжёлые повреждения. Сразу после пожара Макколл, который не успел даже переодеться, отправился на поиски отца. Сначала он заехал в дом сестры, а затем в Брэдфордскую Королевскую больницу, и нашёл его только в Пиндерфилдском госпитале. Его отец получил тяжёлые ожоги и вынужден был оставаться в больнице на протяжении нескольких недель.
Следующие 19 месяцев «Брэдфорд Сити» не мог проводить матчи на «Вэлли Пэрейд». Черри и его подопечные превратились в очень сплоченный коллектив: они посещали похороны жертв трагедии и участвовали в других мероприятиях клуба, а во Втором дивизионе «Брэдфорд Сити» занял 13-е место, которое стало главным достижением команды. После того, как фаны «Лидс Юнайтед» подожгли грузовик возле «Одсел Стэдиум», Макколл стал с презрением относиться к «Лидсу», команды, за которую он начал болеть ещё мальчиком. Макколлу исполнился 21 год, когда он был избран капитаном клуба в ноябре 1986 года, потому что предыдущий капитан Питер Джексон покинул команду, перейдя в «Ньюкасл Юнайтед». Под руководством нового наставника Терри Долана, который заменил на этом посту Черри, команда финишировала десятой в сезоне 1986/87. Как и Джексон, Макколл и Хендри также хотели выступать за клуб Первого дивизиона, однако в 1987 году согласились провести ещё один сезон в команде.
Долан приобрёл Пола Томлинсона, Брайана Митчелла, Ли Синнотта, чтобы помочь Макколлу и Хендри выйти в высший дивизион. Сначала команда играла очень удачно и занимала верхние строчки в турнирной таблице, но вскоре после зимнего перерыва вдруг начала терять темп и выключилась из борьбы. Кроме того, «Брэдфорд» потерял важное очко в последнем матче сезона, уступив «Ипсвич Таун» 2-3, а потом проиграл игру с «Мидлсбро» плей-офф. В июне 1988 года, Макколл покинул команду и подписал контракт с «Эвертоном» на сумму 850 000 фунтов. На тот момент он уже имел 238 сыгранных поединков в чемпионате и 37 забитых мячей, а общая статистика его карьеры составила 285 матчей и 47 голов. Позже Макколл рассказал в своей автобиографии, «Настоящий Макколл», о неудачной попытке «Сити» усилить состав команды и выйти в высший дивизион.
Я думал о дне закрытия трансферного окна, и Турдофф сказал, что нам следует кого-нибудь продать, прежде чем купить. Несколько новых исполнителей могли бы значительно усилить команду, и я был вполне уверен, что мы сможем повыситься до Первого дивизиона, однако этого не произошло. И не потому, что нам не повезло, а только потому, что нам просто не хватило амбиций..
Стюарт Макколл
Настоящий Макколл

### «Эвертон»
Макколл пришёл в «Эвертон» как раз в те времена, когда легендарная команда восьмидесятых почти распалась, кроме того, запрет английским клубам выступать в Еврокубках обозначил довольно неудачный период на «Гудисон Парк». Его дебют в составе «Эвертона» пришёлся на 27 августа 1988, когда ириски победили «Ньюкасл Юнайтед» со счётом 4-0, испортив дебют бывшему одноклубнику Стюарта, Джону Хендри, который проводил свою первую игру за новую команду. 14 декабря 1988 Макколл вернулся на «Вэлли Пэрейд» на матч Кубка лиги, где его «Эвертон» уступил «Брэдфорду» со счётом 1-3 и выбыл из дальнейшей борьбы. В сезоне 1988—89 Стюарт сыграл 29-ти поединках. Также Макколл вышел на замену в финале Кубка Англии 1989 г. и вышел в Мерсисайдском дерби против «Ливерпуля», проведя игру в экстра-тайм. В добавленное время 14 номер «Эвертон» ещё раз сравнял счёт, великолепным ударом из-за пределов штрафной отправил мяч в левый от Брюса Гроббелара угол, не оставив тому ни единого шанса. Однако валлийский нападающий «Ливерпуля» Иэн Раш, который также вышел на замену, забил победный гол, замкнув передачу Джона Барнса с левого фланга и принеся победу своей команде со счётом 3-2.
Свою вторую игру за «Эвертон» Макколл также сыграл на «Вэлли Пэрейд», когда его пригласил бывший одноклубник Марк Эллис принять участие в своём прощальном матче. За три года на «Гудисон Парк» Макколл провёл 103 поединка, а также успел дебютировать в составе национальной сборной Шотландии. Однако Стюарту так и не удалось завоевать с «Эвертоном» ни одного трофея, команда постоянно находилась в середине турнирной таблицы и за эти годы заняла лишь 8-е, 6-е и 9-е места.

### «Рейнджерс»
В 1991 году Макколл перешёл в шотландский «Рейнджерс» за 1,2 миллиона фунтов, в команду, которая только выиграла свою третью подряд Премьер-лигу. Под руководством Уолтера Смита, Макколл шесть раз подряд выигрывал чемпионат и помог «Рейнджерс» стать топовым клубом лиги, после тех неудачных лет, когда команде всегда приходилось догонять Селтик и «Абердин» в борьбе за «золото». В своём первом сезоне на «Айброкс», его «Рейнджерс» сначала стал чемпионом страны и сделал кубковый дубль, став обладателем Кубка Шотландии и Кубка Лиги. А уже в сезоне 1992/93 команда праздновала свой самый большой успех — в обоих финалах кубков, «Рейнджерс» одолел «Абердин» с одинаковым счётом 2-1 и финишировал первым в чемпионате, обойдя своих главных конкурентов на 9 очков. Впоследствии Макколл дебютировал в еврокубках, где его клуб имел прекрасную возможность выйти в финал Лиги чемпионов 1993 года, однако «Рейнджерс» занял второе место в полуфинальной группе и пропустил перед собой французский «Марсель», который и стал обладателем трофея. В сезоне 1993/94 «Рейнджерс» выиграл ещё один Кубок Лиги и национальное первенство, однако уступил «Данди Юнайтед» в финале Кубка Шотландии со счётом 1:0. В следующем сезоне «Рейнджерс» выиграл чемпионат с отрывом в 15 очков от ближайшего преследователя команды «Мотервелл», однако на этот раз команде не удалось завоевать ни один из кубков. В сезоне 1995—96 гандикап «Рейнджерс» на финише от «Селтика» составлял лишь 4 очка, впрочем, команда установила новый рекорд лиги, набрав 87 очков за сезон. Макколл принял участие в четвёртом для себя Кубке Шотландии, в котором «Рейнджерс» одержал победу над «Хартс» с разгромным счётом 5:1. «Рейнджерс» вновь обошёл «Селтик» в чемпионской гонке в сезоне 1996/97, и взял реванш у «Хартс», переиграв их в финале Кубка Лиги со счётом 4:3. В следующем сезоне «Рейнджерс» сражался за десятый подряд трофей чемпионата, но в последнем туре их обошёл «Селтик» на два очка. Этот сезон оказался самым неудачным для Макколла на «Айброкс», его команда не смогла выиграть ни одного трофея и прекратила борьбу за оба кубка.
В феврале 2008 года Макколл стал семьдесят первым номинантом в зале славы «Рейнджерс». Во время церемонии Макколл получил награду от своего бывшего одноклубника по «Рейнджерс», Алли Маккойста.

### Возвращение в «Брэдфорд»
Контракт Макколла с «Рейнджерс» заканчивался в 1998 году, но большинство игроков той команды, которую создал Уолтер Смит, уже покинули его, и Макколл также имел право перейти на правах свободного агента в один из английских клубов. Первыми командами, которые проявили интерес в приобретении Макколла, были «Барнсли» и «Хаддерсфилд Таун», однако Стюарт решил присоединиться к своей бывшей команде — «Брэдфорд Сити», где сразу же был назначен её капитаном. Молодой наставник команды Пол Джуэлл имел целью создать крепкий и дружный коллектив для борьбы с клубами Премьер-лиги, поэтому решил немного усилить состав, приобретя центрального полузащитника Гарета Вэлли и нападающего Ли Миллза, который впоследствии стал лучшим бомбардиром «Брэдфорда». Однако сезон для Брэдфорд Сити начался не очень удачно — команда одержала лишь одну победу в семи стартовых поединках. Однако во второй части сезона «Сити» уже соревновался с «Ипсвич Таун» и «Бирмингем Сити» за вторую позицию, которая давала право на повышение в Премьер-лигу, и постоянно догонял «Сандерленд», который возглавлял турнирную таблицу. Также Джуэлл пригласил ещё двух игроков, выступавших в команде на правах аренды, Ли Шарпа и Дина Виндасса, чтобы уже окончательно обеспечить победу в матче предпоследнего тура против аутсайдера лиги «Оксфорд Юнайтед». Матч закончился нулевой ничьей, а Стюарт упустил прекрасную возможность забить победный гол на последних минутах встречи, и тем самым выход в Премьер-лигу решался уже в последнем туре чемпионата. День спустя Макколл был назван лучшим игроком года в своей команде. 9 мая 1999 «Брэдфорд» победил «Вулверхэмптон» со счётом 3-2 на «Молино» и обеспечил себе право играть в Премьер-лиге, обойдя в турнирной таблице «Ипсвич Таун», команду, которая помешала Макколлу и «Брэдфорд Сити» пробиться в Высший дивизион 11 лет назад.
Сезон 1999/00 для Брэдфорда стал первым за последние 77 лет в топ-дивизионе. Джуэлл пригласил ещё нескольких опытных игроков — защитника Дэвида Везерола, нападающего Дина Сондерса и полузащитника Нила Редферна, однако эти приобретения не очень помогли Сити, потому что команда постоянно находилась на дне турнирной таблицы. Однако «Брэдфорд Сити» неплохо выступал на своём поле — 26 из 36 набранных очков за сезон, команда одержала именно на «Вэлли Пэрейд». Эти 36 баллов спасли клуб от понижения до Первого дивизиона, два последние из которых были добыты в последнем туре, когда «Брэдфорд Сити» победил «Ливерпуль» со счётом 1-0.
Джуэлл покинул команду по завершении сезона, а Макколл был назначен в качестве ассистента нового тренера «Брэдфорда» Криса Хатчингса. А когда после 12-и матчей в сезоне 2000/01 Хатчингса уволили, Макколл возглавил команду в качестве исполняющего обязанности главного тренера и провёл на этой временной должности два поединка. В том сезоне «Брэдфорд Сити» занял последнюю строчку в турнирной таблице, набрав лишь 26 очков. А в предпоследнем туре, на Западно-йоркширском дерби против «Лидс Юнайтед», в котором команда уступила со счётом 6-1, между МакКоллом и его партнёром Энди Майерсом возникла драка.
Макколл остался в команде ещё на один сезон, но в мае 2002 года покинул «Брэдфорд», который уже возглавлял Никки Ло. В это время клуб впервые в своей истории оказался в затруднительном финансовом положении, финишировав пятнадцатым в Первом дивизионе. Однако продолжение карьеры Макколла в «Брэдфорд Сити» было большой проблемой в декабре 2001 года, ещё до прихода Ло в команду; при руководстве предыдущего наставника Джима Джеффриза — накануне игры во время тренировки, между тренером и игроком возник спор. Поэтому Джеффриз оставил Макколла на скамейке запасных во время матча против «Манчестер Сити», который «Брэдфорд Сити» проиграл 3-1. Однако в том случае неправым был именно Джеффриз, и уже через неделю он был уволен с должности главного тренера президентом «Брэдфорда» Джеффри Ричмондом. В апреле 2002 года Стюарт Макколл провёл свой прощальный матч на «Вэлли Пэрейд», в котором встретились «Брэдфорд» и «Рейнджерс» в присутствии 21-й тысячи болельщиков. Впоследствии через два года Макколл провёл ещё один поединок в составе «Брэдфорд Сити». На этот раз в рамках программы «Сохраните наш город», которую провозгласила брэдфордская вечерняя газета Telegraph & Argus, чтобы улучшить финансовое положение клуба, который уже второй раз оказался на грани банкротства.

### «Шеффилд Юнайтед»
В июле 2002 года Макколл перешёл в «Шеффилд Юнайтед» и сыграл очень важную роль в своей новой команде. Несмотря на свои 38 лет, возраст, который считается достаточно солидным для футболиста, Стюарт продолжал выступать, а также тренировать вторую команду «Шеффилда», с которой он выиграл чемпионат среди дублеров. За два года, проведённых в составе «Шеффилда», Макколл сыграл 71 матч и отметился двумя голами, один из которых стал победным в игре против своего бывшего клуба «Брэдфорд Сити». В составе «Юнайтед» он играл в матче плей-офф Первого дивизиона в 2003 году, а также в полуфиналах обоих прошлогодних кубков. Однако Макколл и Дин Виндасс, который также пришёл в «Шеффилда», не смогли принять участия в финале плей-офф, а их команда уступила «Вулверхэмптон» со счётом 3-0. В сезоне 2004—05 Макколл сыграл за «Шеффилд Юнайтед» всего два матча в Кубке Лиги, и решил завершить карьеру игрока за неделю до своего 41-го дня рождения. Всего Макколл провёл 763 матча и по этому показателю занимает 12-е место среди всех британских футболистов.

## Национальная сборная Шотландии

### Дебют
В 1984 году Макколл одновременно получил приглашения выступать за молодёжные сборные Англии и Шотландии в возрасте до 21-го года, и Стюарт решил выбрать английскую сборную и отправился на дебютную игру против сборной Турции. Однако он так и не сумел дебютировать в том матче, оставшись на скамейке запасных в течение всех 90 минут. Впоследствии он рассказал об этом эпизоде столичной газете Glasgow Herald:
С самого начала я чувствовал, что ошибся, выбрав английскую сборную. Тот матч я начал на скамейке запасных, а тренеры планировали выпустить меня на последних минутах встречи. Однако я решил потянуть время, постоянно перешнуровывая бутсы и разминаясь возле поля, и тренерам не пришлось воспользоваться этой заменой.
В результате за Макколлом вновь оставалось право выбора между Англией и Шотландией, однако на этот раз он сделал свой выбор в пользу последней команды, потому что отец его был шотландцем. Свой дебютный матч за молодёжную сборную Шотландии провёл в марте 1988 года, по иронии судьбы, против сборной Англии. Макколл провёл ещё один поединок в составе молодёжной сборной, на этот раз против команды Франции в 1990 г.
В марте того же года Стюарт получил свой первый вызов в ряды национальной сборной Шотландии на товарищескую встречу против команды Аргентины. Макколл дебютировал 28 марта под руководством Энди Роксбурга, выйдя в стартовом составе и отыграв весь матч. Сборная Шотландии победила аргентинцев на «Гемпден Парк» со счётом 1-0, благодаря голу защитника «Абердина» Стюарта Маккимми.

### Чемпионат мира 1990
Стюарт Макколл не принимал участия в квалификации к чемпионату мира 1990 года, который должен пройти на полях Италии. В своей отборочной группе команда Энди Роксбурга финишировала второй, обойдя Францию на одно очко, и поехала на свой пятый подряд чемпионат мира. Однако Макколл принял участие в 5-ти товарищеских встречах, запланированных в рамках подготовки команды к мировому первенству. В них он выглядел достаточно неплохо и впоследствии был избран Роксбургом в список 22 игроков, которые отправились в Италию. Накануне стартового матча против сборной Коста-Рики полузащитнику «Эвертона» исполнилось 24 года. Игру против костариканцев Стюарт начал со стартовых минут и провёл полностью. Сборная Шотландии сенсационно уступила команде, которая только дебютировала на Чемпионате мира. Победный гол во встрече забил полузащитник Хуан Каяссо, который после прекрасно разыгранной комбинации получил пас пяткой от Клаудио Хара в штрафной, вышел один на один с Джимом Лейтоном и легко переиграл шотландского голкипера. Подопечные Роксбурга имели немало возможностей, чтобы, по крайней мере. сравнять счёт, однако ими не воспользовались. Хотя в этом им помешала надежная игра вратаря костариканцев Луиса Конехо, который несколько раз спасал команду от гола.
После поражения в стартовом матче сборной Шотландии крайне необходимо было побеждать в следующем туре команду Швеции. Макколл вновь вышел в стартовом составе и провёл на поле все 90 минут. Однако уже на 10-й минуте своего пребывания на «Стадио Луиджи Феррарис» Макколл вывел свою команду вперёд — после подачи углового Стюарт в борьбе с защитниками сумел замкнуть передачу и открыть счёт своим голам в национальной команде. Тот мяч стал для него первым и единственным в футбольной сборной. Сборная Шотландии победила со счётом 2:1, благодаря голу нападающего «Рейнджерс» Мо Джонстона, который удачно реализовал пенальти, заработанное капитаном команды Роем Эйткеном.
В заключительном туре группового этапа команду Роксбурга ждали трёхкратные чемпионы мира — сборная Бразилии. Макколл снова играл с первых минут, а пару в полузащите ему составлял Пол Макстей. Его команда имела хороший шанс открыть счёт в матче — Стюарт подал угловой с правого фланга точно на голову Эйткен, а тот пробил в левый от Таффарела угол. И лишь игра защитника «Порту» Бранко, который в последний момент выбил мяч с линии ворот, спасла свою команду от пропущенного гола. Сборную Бразилии тоже постоянно угрожала воротам Лейтона, и в конце встречи всё-таки смогла одержать победу. На 81-й минуте Лейтон неудачно отбил удар из-за пределов штрафной, а на добивании парировал ещё один удар от Кареки, однако мяч отскочил к никем не прикрытому Мюллеру, и тот поразил уже пустые ворота. В шотландской сборной оставалось почти 10 минут, чтобы спасти матч, но им так и не удалось сравнять счёт. В результате поражения подопечные Роксбурга заняли 3-е место в группе, пропустив в 1/8 сборную команду Коста-Рики. Выступление сборной на родине считали провальным, но федерация решила дать кормчему ещё один шанс, поэтому новой целью было попадание на чемпионат Европы 1992.

### Евро 1992
Отборочный цикл к чемпионату Европы сборная Шотландии провела достаточно успешно — в результате она финишировала первой в своей группе, обойдя на одно очко сборные Швейцарии и Румынии, и получила право впервые в своей истории выступать в финальной части чемпионата Европы. Макколл, который в этот раз представлял в сборной клуб Шотландской Премьер-лиги «Рейнджерс», принял участие в 5-и из 8-и отборочных матчах и уехал в Швецию как один из ключевых в своей команде. Сборная Шотландии попала в группу B, где играли сборные команды Нидерландов, СНГ, а также чемпионы мира — сборная Германии.
Свой стартовый поединок сборная Шотландии проводила 12 июня в Гётеборге с одним из фаворитов группы да и всего чемпионата — сборной командой Голландии. На этот матч Рокбург выпустил Макколла с первых минут встречи. Игра на «Уллеви» проходила в почти равной борьбе обеих команд, с небольшим доминированием сборной Голландии, которая постоянно пыталась создать опасность у ворот Энди Горама. Поединок так бы и завершился нулевой ничьей, если бы не гол на 75-й минуте, который забил нападающий амстердамского «Аякса» — будущая звезда голландского футбола, Деннис Бергкамп. В следующем туре сборная Шотландии встретилась с одной из сильнейших на тот момент команд планеты — сборной Германии. Однако ни МакКолл, ни его партнёрам так и не удалось остановить немцев, и команда уступила со счётом 2-0. Голы за сборную Германии забивали форвард римского «Лацио» Карл-Хайнц Ридли и полузащитник мюнхенской «Баварии» Штефан Эффенберг.
После поражений в первых двух встречах подопечные Роксбурга потеряли всякие шансы на выход в следующий раунд соревнований — поэтому игра против сборной СНГ уже ничего не решала. Но именно этот матч был самый удачный для шотландской сборной, которая довольно уверенно победила 3-0. Уже на седьмой минуте счёт на «Идроттспарке» открыл полузащитник «Селтика» Пол Макстей — мяч после его удара сначала попал в штангу, а затем в спину вратаря Дмитрия Харина, от которого и пересек линию ворот. А через 10 минут его уже удвоил игрок «Манчестер Юнайтед» Брайан Макклер, удар которого рикошетом от защитника сборной СНГ Кахабера Цхададзе влетел в сетку, не оставив шансов голкиперу. Третий гол в матче забил Гэри Макаллистер, удачно реализовавший 11-иметровый удар в конце поединка. Этот матч Стюарт провёл полностью со стартовых минут и имел согласие сыграть против своих одноклубников по «Рейнджерс» — Алексея Михайличенко и Олега Кузнецова. Для представителей обеих сборных чемпионат завершился уже на групповой стадии — в следующий раунд вышли сборные Голландии и Германии, последние стали вице-чемпионами континента, сенсационно уступив в финале сборной Дании со счётом 2-0.

### Евро 1996

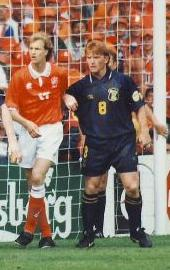
Стюарт Макколл (в синем) во время матча Евро 1996 Шотландия-Нидерланды, Вилла Парк

По окончании европейского первенства 1992 года Шотландская федерация оставила Роксбурга у руля национальной команды, но после неудачных стартовых матчей в отборе к чемпионату мира 1994 года он был уволен, а место наставника занял Крейг Браун. Но и Браун не смог вправить положение, в котором оказалась сборная — его команда уступила главным конкурентам за путевку в США — сборным Италии, Португалии и Швейцарии, и потеряла шансы попасть на мундиаль, в результате заняла лишь 4-е место в своей отборочной группе. Браун начал готовиться к следующему квалификационному циклу — чемпионату Европы 1996, который принимала Англия. Макколл сыграл в 4-х поединках и поехал на европейское первенство как игрок стартового состава сборной, которая обеспечила себе второе место в своей отборочной группе, пропустив вперёд сборную России.
Макколл сыграл в дебютном матче сборной на Евро против команды Голландии, который завершился вничью 0-0. Во втором туре команда Брауна встретилась со своим самым принципиальным соперником — сборной Англии, которые также потеряли очки в стартовом поединке, сыграв вничью 1-1 с дебютантами Евро — сборной Швейцарии. Против английской сборной Стюарт вышел с первых минут и отыграл матч полностью. Первыми счёт на «Уэмбли» открыли подопечные Терри Венейблза — нападающий «Блэкберна» Алан Ширер после подачи Гэри Невилла с правого фланга, ударом головой отправил мяч в сетку ворот Энди Горама, который ошибся на выходе. Впоследствии капитан английской команды Тони Адамс нарушил правила в своей штрафной площадке на Гордоне Дьюри, и итальянский рефери Пьерлуиджи Пайретто назначил пенальти. Одиннадцатиметровый удар в ворота Дэвида Симена взялся пробивать капитан сборной Шотландии — Гэри Макаллистер. Впрочем, голкипер лондонского «Арсенала» сумел угадать направление удара и спас свою команду от пропущенного гола. А уже через несколько минут сборная Англии увеличила своё преимущество. Даррен Андертон отдал прекрасную передачу на Пола Гаскойна, и тот, перекинув мяч через Колина Хендри, эффектным ударом поразил правый от Горама угол. Этот гол одноклубника МакКолла стал украшением всего чемпионата. Шотландская сборная так и не сумела забить хотя бы один мяч и в итоге уступила хозяевам турнира со счётом 0-2.
В третьем туре против команды Швейцарии шотландскую сборную, чтобы выйти в следующий раунд, устраивала только победа. И они её получили благодаря единственному голу нападающего «Рейнджерс» Алли Маккойсту, который после паса Макаллистера отправил мяч в сетку ворот Марко Пасколо. Несмотря на благоприятный результат, команда Брауна так и не смогла пройти в четвертьфинал — по разнице забитых и пропущенных мячей сборная Шотландии заняла лишь третье место в группе вслед за командами Англии и Голландии.

### Последняя игра
По завершении Евро Макколл, которому уже исполнился 31 год, начал все реже вызываться Брауном к защите национальной сборной, который решил омолодить состав команды. Стюарт сыграл в двух встречах в рамках отборочного цикла к чемпионату мира 1998 года, а впоследствии провёл свой последний матч за сборную. Это была товарищеская игра против сборной Дании, которая состоялась на «Айброкс» 15 марта 1998 и в которой хозяева уступили сборной Дании с минимальным счётом 0-1 благодаря голу Брайана Лаудрупа. В том матче Стюарт вышел на замену во втором тайме вместо Скотта Джеммилла. Также Макколл имел шанс поехать на чемпионат мира 1998, однако Браун не включил его в заявку. Всего за сборную Макколл сыграл 40 поединков, в которых отметился одним голом.

## Тренерская карьера

### Начало тренерской карьеры
В 2000 г. Макколл был назначен ассистентом тренера «Брэдфорда» Криса Хатчингса, а после того как Хатчингс был уволен, Стюарт возглавил команду в качестве исполняющего обязанности главного тренера и провёл на этой временной должности два поединка. В первой игре подопечные Макколла встречались против бывшего клуба Стюарта, «Эвертона», который возглавлял бывший наставник «Рейнджерс» Уолтер Смит, и уступили со счётом 0-1. Следующий матч Макколл вновь проиграл, после чего был назначен новый руководитель команды Джим Джеффриз.
Затем Макколл оставил «Брэдфорд», перейдя к «Шеффилд Юнайтед», где решил попробовать себя в качестве тренера. По завершении карьеры игрока в 2004 году Макколл был назначен ассистентом Нила Уорнока в «Шеффилд Юнайтед». Работая бок о бок с Уорноком, он помог команде пробиться в Премьер-лигу в 2006 году. В сезоне 2006—07 «Шеффилд Юнайтед» опустился до Первого дивизиона, а через три дня после последнего тура чемпионата Уорнок подал в отставку. Макколл решил, что этот сезон будет последний для него в качестве помощника, надеясь возглавить команду как главный тренер, а когда кормчим был назначен Брайан Робсон, Стюарт покинул клуб, в котором провёл пять лет.

### «Брэдфорд»
В своей автобиографии Макколл признался, что хочет тренировать «Брэдфорд Сити».
В будущем я был бы не против возглавить «Брэдфорд Сити».
Стюарт Макколл
"Настоящий Макколл"
Ходило много слухов о том, что Макколл станет тренировать «Брэдфорд Сити», и только после отставки тренера команды Колина Тодда 12 февраля 2007 президент клуба Джулиан Роудз назвал МакКолла главным кандидатом на эту должность и выразил вероятность того, что Стюарт возглавит команду уже летом. А на это время исполняющим обязанности главного тренера был назначен капитан команды Дэвид Везеролл. 18 мая 2007 Макколл был назначен новым руководителем «Брэдфорда Сити», в котором он начинал как игрок, а уже 1 июня 2007 он приступил к выполнению своих тренерских обязанностей. Прошло почти семь лет с того времени, когда Макколл последний раз возглавлял «Брэдфорд Сити», команду, которая за последние годы имела финансовые трудности и постоянно находилась на грани банкрутства, и в результате чего опустилась до Второго дивизиона, где должна играть впервые за последние 25 лет. После возвращения на «Вэлли Пэрейд», в своём первом сезоне в «Брэдфорде», Макколл поставил себе целью вернуть команду в Первый дивизион.
Когда Макколл принял «Брэдфорд Сити», в команде было всего 13 игроков, поэтому Стюарту пришлось провести немалую селекционную работу, в результате которой команду пополнили защитник Даррен Уильямс, полузащитники Кайл Никс, Алекс Роудз, Скотт Филан и нападающие Барри Конлон, Гилен Ндумбу-Нсунгу и Питер Торн. Свою первую победу в качестве тренера Макколл получил 25 августа 2007 в поединке против «Рексгема», когда вышедший на замену Люк Медли принёс команде победу уже на последних минутах матча. Но, несмотря на задание, команда Макколла провела большую часть сезона на дне турнирной таблицы. В январе 2007 года «Брэдфорд Сити» все ещё оставался на 15-й позиции во Второй лиге, а Макколл рассказал местной газете Telegraph and Argus, что ему жаль того, что команде не удалось достичь поставленных целей. После зимнего перерыва «Брэдфорд» значительно прибавил и завершил сезон на 10-й строчке.
Несмотря на то, что «Брэдфорд Сити» не попал в зону плей-офф, по мнению букмекеров, клуб снова был среди претендентов на повышение в следующем сезоне 2008/09. Макколл отказался от услуг 13-и игроков своей команды и заменил их более опытными исполнителями из высших лиг, среди которых Майкл Боулдинг, один из лучших бомбардиров второй лиги предыдущего сезона. Сезон 2008/09 подопечные Макколла начали достаточно удачно и уже после пяти побед в шести стартовых встречах чемпионата «Брэдфорд Сити» впервые за последние 7 лет возглавил турнирную таблицу. И после того, как по завершении первой части сезона «Брэдфорд Сити» остался в зоне плей-офф, в январе 2009 года руководители клуба Джулиан Роудз и Марк Лон предложили Макколл новый контракт. А уже через месяц Лон поддержал Макколла после того, как болельщики клуба начали критиковать тренера за то, что команда одержала лишь одну победу в последних девяти встречах. Также в течение этой серии поражений Макколл был наказан Футбольной Ассоциацией за обжалование решения рефери во время матча против «Лутон Тауна». В феврале Макколл продлил действие контракта с клубом до 2011 года и поставил себе цель вывести клуб в Первый дивизион. Однако уже через месяц, после того, как «Брэдфорд Сити» проиграл «Борнмуту» 4-1 и потерпел пять выездных поражений подряд, Макколл заявил, что уйдет в отставку, если его команда не финиширует в зоне плей-офф. «Ничто меня так не оскорбляет, как я сам, но это просто — если мы упустим свой шанс, думаю, что я не заслуживаю быть в этой команде» — сказал рулевой «Брэдфорд Сити».

## Стиль игры
Макколл, как центральный полузащитник, отмечался очень хорошей скоростью, смелыми подкатами, а также хорошей реализацией, забивая в среднем один гол в десяти матчах. Несмотря на свою позицию в центре поля, Макколл был крайне дисциплинированным игроком и редко получал предупреждение, а свою единственную красную карточку в карьере он получил на последней минуте встречи против «Чарльтона» 4 ноября 2000, когда его команда уступила со счётом 2-0. Ещё Макколл был игроком, который «никогда не сдается», и забил немалое количество мячей на последних минутах. Из наиболее памятных его голов является тот, который Стюарт забил в финале Кубка Англии 1989 года, переведя игру в дополнительное время. Макколл был вдохновенным игроком с сильным желанием победить, и даже в последние годы своей карьеры его тренер Нил Уорнок называл Стюарта футболистом, «полным энергии и амбиций».

## Достижения
Командные
«Брэдфорд Сити»
- Победитель Третьего дивизиона: 1984/85

«Эвертон»
- Финалист Кубка Англии: 1988/89
- Финалист Кубка полноправных членов: 1988/89

«Рейнджерс»
- Шотландская Премьер-лига (6): 1991/92, 1992/93, 1993/94, 1994/95, 1995/96, 1996/97
- Обладатель Кубка Шотландии (3): 1991/92, 1992/93, 1993/94
- Обладатель Кубка Лиги (2): 1992/93, 1993/94

Личные
- Команда года Второго Дивизиона (2): 1987, 1988

## Статистика

### Статистика выступлений за клубы
| Клуб              | Сезон            | Лога  | Лога | Кубок | Кубок | Еврокубки | Еврокубки | Всего | Всего |
| Клуб              | Сезон            | Матчи | Голы | Матчи | Голы  | Матчи     | Голы      | Матчи | Голы  |
| ----------------- | ---------------- | ----- | ---- | ----- | ----- | --------- | --------- | ----- | ----- |
| «Брэдфорд Сити»   | 1982—83          | 28    | 4    | 2     | 0     | 0         | 0         | 30    | 4     |
| «Брэдфорд Сити»   | 1983—84          | 46    | 5    | 4     | 0     | 0         | 0         | 50    | 5     |
| «Брэдфорд Сити»   | 1984—85          | 46    | 8    | 7     | 1     | 0         | 0         | 53    | 9     |
| «Брэдфорд Сити»   | 1985—86          | 38    | 4    | 4     | 2     | 0         | 0         | 42    | 6     |
| «Брэдфорд Сити»   | 1986—87          | 36    | 7    | 4     | 1     | 0         | 0         | 40    | 8     |
| «Брэдфорд Сити»   | 1987—88          | 44    | 9    | 9     | 2     | 0         | 0         | 53    | 11    |
| «Брэдфорд Сити»   | Всего            | 238   | 37   | 30    | 6     | 0         | 0         | 268   | 43    |
| «Эвертон»         | 1988—89          | 33    | 0    | 9     | 4     | 0         | 0         | 42    | 4     |
| «Эвертон»         | 1989—90          | 37    | 3    | 11    | 0     | 0         | 0         | 48    | 3     |
| «Эвертон»         | 1990—91          | 33    | 3    | 9     | 0     | 0         | 0         | 42    | 3     |
| «Эвертон»         | Всего            | 103   | 6    | 29    | 4     | 0         | 0         | 132   | 10    |
| «Рейнджерс»       | 1991—92          | 36    | 1    | 7     | 0     | 2         | 2         | 45    | 3     |
| «Рейнджерс»       | 1992—93          | 36    | 5    | 9     | 1     | 9         | 0         | 54    | 6     |
| «Рейнджерс»       | 1993—94          | 34    | 3    | 8     | 0     | 2         | 0         | 44    | 3     |
| «Рейнджерс»       | 1994—95          | 30    | 2    | 4     | 1     | 2         | 0         | 36    | 3     |
| «Рейнджерс»       | 1995—96          | 21    | 3    | 5     | 1     | 7         | 0         | 33    | 4     |
| «Рейнджерс»       | 1996—97          | 7     | 0    | 2     | 0     | 4         | 0         | 13    | 0     |
| «Рейнджерс»       | 1997—98          | 30    | 0    | 8     | 0     | 2         | 0         | 40    | 0     |
| «Рейнджерс»       | Всего            | 194   | 14   | 43    | 3     | 28        | 2         | 265   | 19    |
| «Брэдфорд Сити»   | 1998—99          | 43    | 3    | 5     | 0     | 0         | 0         | 48    | 3     |
| «Брэдфорд Сити»   | 1999—00          | 34    | 1    | 4     | 0     | 0         | 0         | 38    | 1     |
| «Брэдфорд Сити»   | 2000—01          | 37    | 1    | 2     | 0     | 4         | 0         | 43    | 1     |
| «Брэдфорд Сити»   | 2001—02          | 43    | 3    | 3     | 1     | 0         | 0         | 46    | 4     |
| «Брэдфорд Сити»   | Всего            | 157   | 8    | 14    | 1     | 4         | 0         | 175   | 9     |
| «Шеффилд Юнайтед» | 2002—03          | 34    | 0    | 11    | 0     | 0         | 0         | 45    | 0     |
| «Шеффилд Юнайтед» | 2003—04          | 37    | 2    | 5     | 0     | 0         | 0         | 42    | 2     |
| «Шеффилд Юнайтед» | 2004—05          | 0     | 0    | 2     | 0     | 0         | 0         | 2     | 0     |
| «Шеффилд Юнайтед» | Всего            | 71    | 2    | 18    | 0     | 0         | 0         | 89    | 2     |
| Всего за карьеру  | Всего за карьеру | 763   | 67   | 134   | 14    | 32        | 2         | 929   | 83    |

### Матчи за сборную
| #   | Дата       | Стадион                         | Соперник   | Счёт | Турнир            | Голы | Место      | Жёлтая карточка · Красная карточка | Капитан |
| --- | ---------- | ------------------------------- | ---------- | ---- | ----------------- | ---- | ---------- | ---------------------------------- | ------- |
| 01. | 28-03-1990 | «Гемпден-Парк», Глазго          | Аргентина  | 1-0  | Товарищеский матч | 0    | Шотландия  |                                    |         |
| 02. | 25-04-1990 | «Гемпден-Парк», Глазго          | ГДР        | 0-1  | Товарищеский матч | 0    | Шотландия  |                                    |         |
| 03. | 16-05-1990 | «Питтодри Стедиум», Абердин     | Египет     | 1-3  | Товарищеский матч | 0    | Шотландия  |                                    |         |
| 04. | 19-05-1990 | «Гемпден-Парк», Глазго          | Польша     | 1-1  | Товарищеский матч | 0    | Шотландия  |                                    |         |
| 05. | 28-05-1990 | «Та' Кали Стедиум», Та' Кали    | Мальта     | 1-2  | Товарищеский матч | 0    | Мальта     |                                    |         |
| 06. | 11-06-1990 | «Стадио Луиджи Феррарис», Генуя | Коста-Рика | 0-1  | ЧМ 1990           | 0    | Италия     |                                    |         |
| 07. | 16-06-1990 | «Стадио Луиджи Феррарис», Генуя | Швеция     | 2-1  | ЧМ 1990           | 10′  | Италия     |                                    |         |
| 08. | 20-06-1990 | «Стадио делле Альпи», Турин     | Бразилия   | 0-1  | ЧМ 1990           | 0    | Италия     |                                    |         |
| 09. | 17-10-1990 | «Гемпден-Парк», Глазго          | Швейцария  | 2-1  | Отбор к Евро 1992 | 0    | Шотландия  |                                    |         |
| 10. | 06-02-1991 | «Айброкс Стедиум», Глазго       | СССР       | 0-1  | Товарищеский матч | 0    | Шотландия  |                                    |         |
| 11. | 01-05-1991 | «Стадио Олимпико», Серравалле   | Сан-Марино | 0-2  | Отбор к Евро 1992 | 0    | Сан-Марино |                                    |         |
| 12. | 11-09-1991 | «Ванкдорф Штадиум», Берн        | Швейцария  | 2-2  | Отбор к Евро 1992 | 0    | Швейцария  |                                    |         |
| 13. | 16-10-1991 | «Стяуа Стадионул», Бухарест     | Румыния    | 1-0  | Отбор к Евро 1992 | 0    | Румыния    |                                    |         |
| 14. | 13-11-1991 | «Гемпден-Парк», Глазго          | Сан-Марино | 4-0  | Отбор к Евро 1992 | 0    | Шотландия  |                                    |         |
| 15. | 15-05-1992 | «Майл Хай Стедиум», Денвер      | США        | 0-1  | Товарищеский матч | 0    | США        |                                    |         |
| 16. | 20-05-1992 | «Варсити Стедиум», Торонто      | Канада     | 1-3  | Товарищеский матч | 0    | Канада     |                                    |         |
| 17. | 03-06-1992 | «Уллевол Стадион», Осло         | Норвегия   | 0-0  | Товарищеский матч | 0    | Норвегия   |                                    |         |
| 18. | 12-06-1992 | «Уллеви», Гётеборг              | Нидерланды | 1-0  | Евро 1992         | 0    | Швеция     |                                    |         |
| 19. | 15-06-1992 | «Идроттспарк», Норрчёпинг       | Германия   | 0-2  | Евро 1992         | 0    | Швеция     | 90'                                |         |
| 20. | 18-06-1992 | «Идроттспарк», Норрчёпинг       | СНГ        | 3-0  | Евро 1992         | 0    | Швеция     | 67'                                |         |
| 21. | 09-09-1992 | «Ванкдорф Штадиум», Берн        | Швейцария  | 3-1  | Отбор к ЧМ 1994   | 0    | Швейцария  |                                    |         |
| 22. | 14-10-1992 | «Айброкс Стедиум», Глазго       | Португалия | 0-0  | Отбор к ЧМ 1994   | 0    | Шотландия  |                                    |         |
| 23. | 28-04-1993 | «Ештадиу да Луж», Лиссабон      | Португалия | 5-0  | Отбор к ЧМ 1994   | 0    | Португалия |                                    |         |
| 24. | 13-10-1993 | «Стадио Олимпико», Рим          | Италия     | 3-1  | Отбор к ЧМ 1994   | 0    | Италия     |                                    |         |
| 25. | 23-03-1994 | «Гемпден-Парк», Глазго          | Нидерланды | 0-1  | Товарищеский матч | 0    | Шотландия  |                                    |         |
| 26. | 20-04-1994 | «Эрнст Хаппель Штадион», Вена   | Австрия    | 1-2  | Товарищеский матч | 0    | Австрия    |                                    |         |
| 27. | 27-05-1994 | «Галгенвард Стадион», Утрехт    | Нидерланды | 3-1  | Товарищеский матч | 0    | Нидерланды |                                    |         |
| 28. | 07-09-1994 | «Олюмпиастадион», Хельсинки     | Финляндия  | 0-2  | Отбор к Евро 1996 | 0    | Финляндия  |                                    |         |
| 29. | 16-11-1994 | «Гемпден-Парк», Глазго          | Россия     | 1-1  | Отбор к Евро 1996 | 0    | Шотландия  |                                    |         |
| 30. | 18-12-1994 | «Олимпиако Стадио», Афины       | Греция     | 1-0  | Отбор к Евро 1996 | 0    | Греция     | Предупреждён                       |         |
| 31. | 16-08-1995 | «Гемпден-Парк», Глазго          | Греция     | 1-0  | Отбор к Евро 1996 | 0    | Шотландия  |                                    |         |
| 32. | 24-04-1996 | «Паркен Стадион», Копенгаген    | Дания      | 2-0  | Товарищеский матч | 0    | Дания      |                                    |         |
| 33. | 26-05-1996 | «Виллоу-Брук-Парк», Нью-Бритен  | США        | 2-1  | Товарищеский матч | 0    | США        |                                    |         |
| 34. | 29-05-1996 | «Майами Оранж Боул», Майами     | Колумбия   | 1-0  | Товарищеский матч | 0    | США        |                                    |         |
| 35. | 10-06-1996 | «Вилла Парк», Бирмингем         | Нидерланды | 0-0  | Евро 1996         | 0    | Англия     |                                    |         |
| 36. | 15-06-1996 | «Уэмбли Стедиум», Лондон        | Англия     | 0-2  | Евро 1996         | 0    | Англия     |                                    |         |
| 37. | 18-06-1996 | «Вилла Парк», Бирмингем         | Швейцария  | 1-0  | Евро 1996         | 0    | Англия     | 29'                                |         |
| 38. | 31-08-1996 | «Эрнст Хаппель Штадион», Вена   | Австрия    | 0-0  | Отбор к ЧМ 1998   | 0    | Австрия    |                                    |         |
| 39. | 05-10-1996 | «Даугава», Рига                 | Латвия     | 0-2  | Отбор к ЧМ 1998   | 0    | Латвия     |                                    |         |
| 40. | 25-03-1998 | «Айброкс Стедиум», Глазго       | Дания      | 0-1  | Товарищеский матч | 0    | Шотландия  |                                    |         |

### Голы за сборную
| #  | Дата         | Место         | Соперник | Счёт | Результат | Турнир  |
| -- | ------------ | ------------- | -------- | ---- | --------- | ------- |
| 1. | 16 июня 1990 | Генуя, Италия | Швеция   | 2-1  | победа    | ЧМ 1990 |

### Тренерская статистика
Обновлено 24 февраля 2011.
| Клуб            | Страна    | С               | По             | Статистика | Статистика | Статистика | Статистика | Статистика    |
| Клуб            | Страна    | С               | По             | Матчи      | Победы     | Ничьи      | Поражения  | Процент побед |
| --------------- | --------- | --------------- | -------------- | ---------- | ---------- | ---------- | ---------- | ------------- |
| «Брэдфорд Сити» | Англия    | 6 ноября 2000   | 20 ноября 2000 | 2          | 0          | 0          | 2          | 00.00         |
| «Брэдфорд Сити» | Англия    | 22 мая 2007     | 8 февраля 2010 | 133        | 46         | 35         | 52         | 34.59         |
| «Мотеруэлл»     | Шотландия | 30 декабря 2010 | сейчас         | 13         | 5          | 2          | 6          |               |